# Microcosmos
Microcosmos je drugi studijski album mađarskog avangardnog metal sastava Thy Catafalque. Album je 2001. godine objavila diskografska kuća KaOtic. Posljednji je uradak grupe na kojem je prevladavao njezin raniji siroviji black metal stil. Za pjesmu "Paths Untrodden" skupina je snimila glazbeni spot.

## Popis pjesama
Tekstovi: Tamás Kátai, glazba: János Juhász i Tamás Kátai.
| 1.    | »The Sileni and Sylvans and Fauns« | 8:30  |
| 2.    | »Mirkwood Sonnet«                  | 9:37  |
| 3.    | »These Are the Clouds«             | 7:11  |
| 4.    | »Paths Untrodden«                  | 6:02  |
| 5.    | »Deathless Souls Roam«             | 5:57  |
| 6.    | »Fehérlófia« (instrumental)        | 6:10  |
| 7.    | »Micro to Macro« (instrumental)    | 1:16  |
| 8.    | »Panta Rhei«                       | 9:39  |
| 9.    | »Októberi kép«                     | 3:25  |
| 10.   | »Desolatio«                        | 15:49 |
| 73:36 |                                    |       |

## Zasluge
Thy Catafalque
- Tamás Kátai – vokali, gitara, klavijature, programiranje
- János Juhász – gitara, bas-gitara

Dodatni glazbenici
- Gabriella Lőkös – violina
- Péter Gáspár – pastirska frula